# Contea di Levy
La contea di Levy (in inglese Levy County) è una contea della Florida, negli Stati Uniti. Il suo capoluogo amministrativo è Bronson.

## Geografia fisica
La contea ha un'area di 3658 km² di cui il 20,81% è coperto d'acqua. Confina con:
- Contea di Dixie - ovest
- Contea di Gilchrist - nord
- Contea di Alachua - nord-est
- Contea di Marion - est
- Contea di Citrus - sud

## Storia
La Contea di Levy fu creata nel 1845 e fu così nominata in onore di David Levy, membro del senato statunitense dal 1845 al 1851 e dal 1855 al 1861.
Nel gennaio del 1923 fu teatro del Massacro di Rosewood, uno scontro a sfondo razziale che provocò la morte di otto persone.

## Città principali
- Chiefland
- Williston
- Bronson

## Politica
| Anno | Repubblicani | Democratici | Altri |
| ---- | ------------ | ----------- | ----- |
| 2004 | 62,5%        | 36,5%       | 1%    |
| 2000 | 53,9%        | 42,4%       | 3,6%  |
| 1996 | 38,9%        | 44,6%       | 16,5% |
| 1992 | 34,7%        | 39,6%       | 25,7% |
| 1988 | 59,8%        | 39,1%       | 1,2%  |